# Grande Prêmio da Grã-Bretanha de 1980
Resultados do Grande Prêmio da Grã-Bretanha de Fórmula 1 realizado em Brands Hatch em 13 de julho de 1980. Oitava etapa da temporada, foi vencido pelo australiano Alan Jones, da Williams-Ford.

## Resumo

### Reação tardia da Brabham
Fundada por Jack Brabham e Ron Tauranac em 1962, a Brabham conquistou sua primeira vitória no Grande Prêmio da França de 1964 graças ao esforço de Dan Gurney numa sucessão de êxitos onde o time de Chessington foi campeão mundial de pilotos e construtores com Jack Brabham em 1966 e Denny Hulme em 1967, porém desde a aposentadoria de seu piloto-fundador e a compra da escuderia por Bernie Ecclestone nos primeiros anos da década seguinte, o retrospecto da Brabham é apenas mediano, pois embora detenha 21 pole positions e 21 vitórias até a metade do campeonato de 1980 (as últimas das quais com Nelson Piquet no Grande Prêmio do Oeste dos Estados Unidos), ter seus dois carros pontuando regularmente é algo inédito desde 1978 quando Niki Lauda e John Watson defendiam o time e aos quais Nelson Piquet juntou-se como terceiro piloto no Grande Prêmio do Canadá sendo que Niki Lauda e Nelson Piquet foram confirmados para o ano seguinte enquanto John Watson seguiu rumo a McLaren.
Entretanto 1979 foi ruinoso para a Brabham que somou apenas sete pontos durante o ano, obrigando Bernie Ecclestone a trocar os pesados motores da Alfa Romeo pelos confiáveis propulsores Ford desenvolvidos pela Cosworth a partir do Grande Prêmio do Canadá, mas justamente nessa etapa a equipe foi surpreendida pela aposentadoria intempestiva de Niki Lauda, substituído às pressas pelo argentino Ricardo Zunino na corrida em Montreal. Desde então Nelson Piquet atua como primeiro piloto da Brabham e o campeonato de 1980 confirma o acerto dessa escolha, mas a inapetência de seu novo companheiro de equipe jogou por terra as chances da Brabham no mundial de construtores e expôs ao risco as chances de Nelson Piquet no mundial de pilotos. Ao comentar seu desempenho no Grande Prêmio da França de 1980 o brasileiro foi sincero ao avaliar seu quarto lugar ao final daquela porfiaː "Seguir o pelotão dos líderes teria sido um esquema suicida, porque meu carro era inferior aos dois Ligier e, principalmente, ao Williams de Jones". Uma súmula tão acurada influenciou a troca de Ricardo Zunino por Hector Rebaque esperando que o mexicano ajude Piquet na disputa pelo título ao "roubar" pontos dos adversários.

### Ligier e Williams em forma
Corroborando o momento atual quanto ao equilíbrio de forças na Fórmula 1, a Ligier capturou a primeira fila do grid com Didier Pironi e Jacques Laffite enquanto a Williams veio a seguir com Alan Jones e Carlos Reutemann cabendo a Nelson Piquet o papel de "o melhor do resto" ao finalizar em quinto com sua Brabham. Um resultado tão previsível não livrou o treino de momentos tensos como o acidente de René Arnoux cuja Renault saiu da pista na curva Druids Hill e bateu, permanecendo no carro até ser retirado pelos fiscais, mas sem ferimentos. No caso de Rupert Keegan o mesmo perdeu o controle de sua RAM e bateu na mureta de proteção, curiosamente quando piloto e equipe (utilizando um chassis da Williams) reestreavam na categoria. Ao fim da sessão Arnoux e Keegan conseguiram tempo para participar da corrida, ao contrário da sul-africana Desiré Wilson que guiou uma Williams particular inscrita pela Brands Hatch Racing em sua única tratativa como piloto de Fórmula 1.

### Alan Jones rumo ao título
No domingo os carros anis de Guy Ligier mantiveram suas posições tendo Didier Pironi à frente de Jacques Laffite com a Williams de Alan Jones vindo a seguir. Logo atrás Nelson Piquet garantiu o quarto lugar com a Brabham ao forçar uma ultrapassagem sobre Carlos Reutemann, número dois da Williams, na curva Surtees enquanto Patrick Depailler figurava em sexto ao volante da Alfa Romeo. Por dezoito voltas tal ordem permaneceu inalterada até que Pironi foi obrigado a reduzir sua velocidade e arrastar-se até os boxes devido a um pneu furado caindo para as últimas posições e entregando a liderança para Laffite, o qual abriu mais de doze segundos sobre Jones, o novo vice-líder. O francês mantinha-se tranquilo na pista rumo à vitória até que as câmeras de TV mostraram fumaça saindo do pneu traseiro esquerdo antes de estourar levando o carro da Ligier a bater na grade de proteção num choque sem maiores consequências. A dinâmica do acidente sugere que a carga lateral das curvas em Brands Hatch forçava o contato entre borracha e carenagem de modo a interromper a trajetória dos bólidos, no caso do incidente em questão um abandono após trinta voltas.
Alan Jones herdou o primeiro lugar quando faltavam 46 voltas para o encerramento da corrida com três segundos de vantagem sobre Nelson Piquet enquanto a lambujem deste sobre Carlos Reutemann era de dez segundos enquanto a Tyrrell de Derek Daly era apenas uma lembrança distante. Embora acalentasse o sonho da vitória, Piquet abdicou da caça a Jones à medida que a Brabham perdia rendimento, mas as atenções dos cem mil torcedores presentes ao autódromo foi capturada pela audácia de Didier Pironi que alcançou a zona de pontuação na quinquagésima terceira volta e subiu para o quinto lugar no giro seguinte, contudo o arranque do destemido Pironi chegou ao fim após sessenta e três voltas completas quando um novo estouro de pneu causado por rachaduras nos aros das rodas o tirou da prova. Sossegado em primeiro lugar, Alan Jones poupou seu equipamento e venceu a corrida com onze segundos sobre Nelson Piquet enquanto o brasileiro redobrou os cuidados com o avanço de Carlos Reutemann superando o argentino por pouco mais de dois segundos, formando-se assim o pódio na etapa britânica. Com uma volta de atraso chegaram os pilotos da Tyrrell, Derek Daly e Jean-Pierre Jarier, com Alain Prost em sexto pela McLaren.
Embora o conselho mundial da FIA tenha anulado o Grande Prêmio da Espanha, isso não muda o fato de que Alan Jones venceu as três últimas provas que disputou, tornando o piloto da Williams o líder do certame com 37 pontos ante os 31 de Nelson Piquet. Entre os construtores a Williams lidera com 57 pontos, dezoito a mais em relação a Ligier, vice-líder graças ao desempenho sofrível da Brabham, onde Hector Rebaque, novo companheiro de equipe de Nelson Piquet, terminou a etapa britânica sem pontuar.

### Jody Scheckter diz adeus
Em 15 de julho de 1980 o sul-africano Jody Scheckter anunciou em Milão sua aposentadoria da Fórmula 1 ao final do campeonato de 1980ː "Estou cansado de pilotar e não tenho ambição alguma para continuar depois de sete anos na Fórmula 1. Se de certa forma este é um momento triste para mim, também é motivo de regozijo, paz e alívio", afirmou o campeão mundial de 1979 ressaltando não ter problemas com a Ferrari. Sobreviver aos mortíferos anos 1970 enquanto buscava o ápice da carreira, por certo influiu na decisão de Jody Scheckter em aposentar-se aos 30 anos de idade encerrando uma carreira vigente desde o Grande Prêmio dos Estados Unidos de 1972.

## Classificação

### Treinos
| Pos.   | Nº | Piloto                | Construtor      | Tempo    | Dif.    |
| ------ | -- | --------------------- | --------------- | -------- | ------- |
| 1      | 25 | Didier Pironi         | Ligier-Ford     | 1:11.004 | -       |
| 2      | 26 | Jacques Laffite       | Ligier-Ford     | 1:11.395 | + 0.391 |
| 3      | 27 | Alan Jones            | Williams-Ford   | 1:11.609 | + 0.605 |
| 4      | 28 | Carlos Reutemann      | Williams-Ford   | 1:11.629 | + 0.625 |
| 5      | 5  | Nelson Piquet         | Brabham-Ford    | 1:11.634 | + 0.630 |
| 6      | 23 | Bruno Giacomelli      | Alfa Romeo      | 1:12.128 | + 1.124 |
| 7      | 8  | Alain Prost           | McLaren-Ford    | 1:12.634 | + 1.630 |
| 8      | 66 | Patrick Depailler     | Alfa Romeo      | 1:13.189 | + 2.185 |
| 9      | 11 | Mario Andretti        | Lotus-Ford      | 1:13.400 | + 2.396 |
| 10     | 4  | Derek Daly            | Tyrrell-Ford    | 1:13.469 | + 2.465 |
| 11     | 3  | Jean-Pierre Jarier    | Tyrrell-Ford    | 1:13.666 | + 2.662 |
| 12     | 7  | John Watson           | McLaren-Ford    | 1:13.717 | + 2.713 |
| 13     | 15 | Jean-Pierre Jabouille | Renault         | 1:13.749 | + 2.745 |
| 14     | 12 | Elio de Angelis       | Lotus-Ford      | 1:13.859 | + 2.855 |
| 15     | 9  | Marc Surer            | ATS-Ford        | 1:13.953 | + 2.949 |
| 16     | 16 | René Arnoux           | Renault         | 1:13.967 | + 2.963 |
| 17     | 6  | Hector Rebaque        | Brabham-Ford    | 1:14.226 | + 3.222 |
| 18     | 50 | Rupert Keegan         | Williams-Ford   | 1:14.236 | + 3.232 |
| 19     | 2  | Gilles Villeneuve     | Ferrari         | 1:14.296 | + 3.292 |
| 20     | 31 | Eddie Cheever         | Osella-Ford     | 1:14.517 | + 3.513 |
| 21     | 29 | Riccardo Patrese      | Arrows-Ford     | 1:14.560 | + 3.556 |
| 22     | 20 | Emerson Fittipaldi    | Fittipaldi-Ford | 1:14.580 | + 3.576 |
| 23     | 1  | Jody Scheckter        | Ferrari         | 1:15.370 | + 4.366 |
| 24     | 30 | Jochen Mass           | Arrows-Ford     | 1:15.423 | + 4.419 |
| 25     | 14 | Jan Lammers           | Ensign-Ford     | 1:15.596 | + 4.592 |
| 26     | 21 | Keke Rosberg          | Fittipaldi-Ford | 1:15.845 | + 4.841 |
| 27     | 43 | Desiré Wilson         | Williams-Ford   | 1:16.315 | + 5.311 |
| Fonte: |    |                       |                 |          |         |

### Corrida
| Pos.   | Nº | Piloto                | Construtor      | Voltas | Tempo/Diferença  | Grid | Pontos |
| ------ | -- | --------------------- | --------------- | ------ | ---------------- | ---- | ------ |
| 1      | 27 | Alan Jones            | Williams-Ford   | 76     | 1:34:49.228      | 3    | 9      |
| 2      | 5  | Nelson Piquet         | Brabham-Ford    | 76     | + 11.007         | 5    | 6      |
| 3      | 28 | Carlos Reutemann      | Williams-Ford   | 76     | + 13.285         | 4    | 4      |
| 4      | 4  | Derek Daly            | Tyrrell-Ford    | 75     | + 1 volta        | 10   | 3      |
| 5      | 3  | Jean-Pierre Jarier    | Tyrrell-Ford    | 75     | + 1 volta        | 11   | 2      |
| 6      | 8  | Alain Prost           | McLaren-Ford    | 75     | + 1 volta        | 7    | 1      |
| 7      | 6  | Hector Rebaque        | Brabham-Ford    | 74     | + 2 voltas       | 17   |        |
| 8      | 7  | John Watson           | McLaren-Ford    | 74     | Motor            | 12   |        |
| 9      | 29 | Riccardo Patrese      | Arrows-Ford     | 73     | + 3 voltas       | 21   |        |
| 10     | 1  | Jody Scheckter        | Ferrari         | 73     | + 3 voltas       | 23   |        |
| 11     | 50 | Rupert Keegan         | Williams-Ford   | 73     | + 3 voltas       | 18   |        |
| 12     | 20 | Emerson Fittipaldi    | Fittipaldi-Ford | 72     | + 4 voltas       | 22   |        |
| 13     | 30 | Jochen Mass           | Arrows-Ford     | 69     | + 7 voltas       | 24   |        |
| NC     | 16 | René Arnoux           | Renault         | 67     | Não classificado | 16   |        |
| Ret    | 25 | Didier Pironi         | Ligier-Ford     | 63     | Pneus            | 1    |        |
| Ret    | 9  | Marc Surer            | ATS-Ford        | 59     | Motor            | 15   |        |
| Ret    | 11 | Mario Andretti        | Lotus-Ford      | 57     | Câmbio           | 9    |        |
| Ret    | 23 | Bruno Giacomelli      | Alfa Romeo      | 42     | Spun Off         | 6    |        |
| Ret    | 2  | Gilles Villeneuve     | Ferrari         | 35     | Motor            | 19   |        |
| Ret    | 26 | Jacques Laffite       | Ligier-Ford     | 30     | Pneus            | 1    |        |
| Ret    | 22 | Patrick Depailler     | Alfa Romeo      | 27     | Motor            | 8    |        |
| Ret    | 31 | Eddie Cheever         | Osella-Ford     | 17     | Suspensão        | 20   |        |
| Ret    | 12 | Elio de Angelis       | Lotus-Ford      | 16     | Suspensão        | 14   |        |
| Ret    | 15 | Jean-Pierre Jabouille | Renault         | 4      | Motor            | 13   |        |
| DNQ    | 14 | Jan Lammers           | Ensign-Ford     |        |                  |      |        |
| DNQ    | 21 | Keke Rosberg          | Fittipaldi-Ford |        |                  |      |        |
| DNQ    | 43 | Desiré Wilson         | Williams-Ford   |        |                  |      |        |
| Fonte: |    |                       |                 |        |                  |      |        |

## Tabela do campeonato após a corrida
| Pos.   | Piloto           | Pontos |
| ------ | ---------------- | ------ |
| 1      | Alan Jones       | 37     |
| 2      | Nelson Piquet    | 31     |
| 3      | René Arnoux      | 23     |
| 4      | Didier Pironi    | 23     |
| 5      | Carlos Reutemann | 20     |
| Fonte: |                  |        |

| Pos    | Equipe        | Pontos |
| ------ | ------------- | ------ |
| 1      | Williams-Ford | 57     |
| 2      | Ligier-Ford   | 39     |
| 3      | Brabham-Ford  | 31     |
| 4      | Renault       | 23     |
| 5      | Arrows-Ford   | 11     |
| Fonte: |               |        |

- Nota: Somente as primeiras cinco posições estão listadas. As quatorze etapas de 1980 foram divididas em dois blocos de sete e neles cada piloto podia computar cinco resultados válidos não havendo descartes no mundial de construtores.